# Chichi
Pour les articles homonymes, voir Chichi (homonymie) et Chi-Chi.
Pour l’article ayant un titre homophone, voir Shishi.
Chichi (チチ) ou Chi-Chi, est un personnage de fiction créé par Akira Toriyama dans le manga Dragon Ball en 1984.
Elle est inspirée par le personnage de la princesse à l'éventail de fer dans le roman classique La Pérégrination vers l'Ouest.

## Biographie fictive
Elle rencontre Son Goku au début de l’histoire lorsque celui-ci, accompagné de Bulma et de Oolong, est à la recherche des Dragon Balls. L’un d’eux se trouve dans le château de son père, mais lorsque Son Goku, Bulma et Oolong arrivent sur les lieux, un gigantesque incendie ravage tout le château sur le mont Fry Pan. Son Goku et Chichi se rendent alors chez Kamé Sennin pour qu’il vienne les aider à éteindre le feu, et c’est ainsi que les deux enfants deviennent amis. À cette époque, ayant peur de la réaction de Gyumao, Yamcha fait croire à Chichi qu'il est amoureux d'elle et qu'il l'a assommée à cause du débordement de ses sentiments, la vérité étant qu'il avait voulu se débarrasser de la fillette avant de savoir qui elle était vraiment. Le quiproquo persistera jusqu'à l'âge adulte ce qui créera quelques soucis à Yamcha lorsque sa copine entend Chichi rejeter ses "sentiments"; il assurera à Bulma qu'il ne savait pas à l'époque que la fillette deviendrait aussi jolie en grandissant. Lorsqu'elle était petite, elle avait déjà une force surhumaine mais s'en servait un peu sans s'en rendre compte, pleurant pour qu'on vienne l'aider alors qu'elle avait déjà vaincu ses ennemis toute seule et les yeux fermés. À cette époque, elle utilisait notamment un casque capable de lancer un rayon d'énergie et équipé d’une sorte de boomerang tranchant. Chichi était une enfant gâtée par son père. Dans l’anime, Son Goku revoit brièvement Chichi à plusieurs occasions, et celle-ci espère qu’il reviendra un jour pour l’épouser.
Ce jour n’arrivant pas, Chichi décide quelques années plus tard de participer anonymement au 23e Tenkaichi Budokai. Jugée douée par Kame-Sennin lui-même, elle parvient à se qualifier pour les quarts de finale, où elle doit affronter Son Goku. Celui-ci comme ses amis (excepté Oolong) ne l’a pas reconnue car elle a beaucoup grandi, mais Son Goku ayant gagné leur combat elle lui révèle son identité et lui affirme qu’il a promis de l’épouser lorsqu’ils étaient plus jeunes, une révélation qui plonge Krilin dans un profond désarroi, dégouté que son ami ait pu trouver une fille aussi jolie. En réalité, Son Goku avait promis sans trop savoir de quoi il s’agissait et supposant qu’il était question de nourriture, étant très naïf à l’époque. Cependant, se rappelant à son tour de sa promesse, il décide de tenir sa parole et se fiance avec Chichi à la fin de leur combat.
Dans l’anime Dragon Ball, à la fin du tournoi, Son Goku et Chichi se rendent chez Gyumao pour se marier, mais le château est à nouveau en flammes et cette fois-ci ils doivent chercher l’éventail magique, seul objet capable d’éteindre le feu. Cependant, lorsqu’ils parviennent enfin à le trouver, celui-ci s’avère inefficace et, sur les conseils de Baba la voyante, ils se rendent aux portes de l’autre monde afin de réparer une brèche dans le fourneau magique. Ils y rencontrent Son Gohan, le grand-père de Son Goku, qui y travaille depuis sa mort. Une fois leur mission remplie, Son Goku et Chichi parviennent à sauver Gyumao resté dans les flammes pour protéger la robe de mariée de Chichi et à éteindre l’incendie, puis ils se marient. Ce passage, qui n’apparaît pas dans le manga, marque la fin de l’anime du même nom.

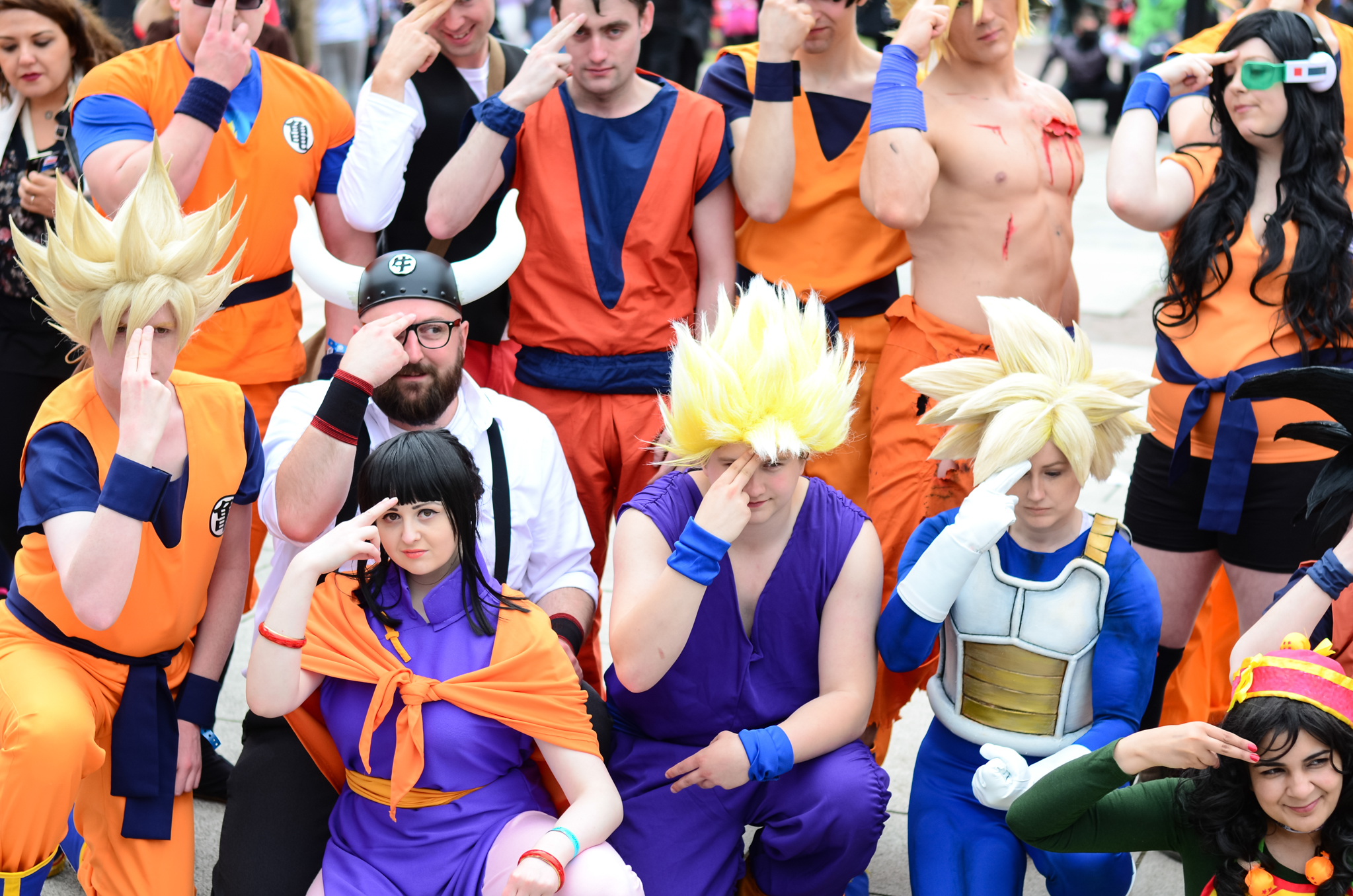
Cosplay de Chichi (au premier plan) au MCM London Comic Con 2015, à Londres.

Par la suite, Son Goku et Chichi ont un enfant, Son Gohan, et dès lors, Chichi devient une mère très possessive, passant son temps à obliger son fils à étudier, et refusant que celui-ci s’entraine aux arts martiaux comme son père, elle n’hésitera pas à engager un professeur qui fouettera violemment Son Gohan lorsqu’il se trompe de solution (mais elle le jettera par la fenêtre, ce dernier comparant Son Gohan à un singe et médisant Son Goku). Lorsqu’elle apprend la mort de Son Goku, tué par Radditz, et la disparition de Gohan, enlevé par Piccolo pour lui apprendre à se battre en vue du futur combat contre Nappa et Végéta, Chichi s’évanouit. Déprimée, elle refusera d’ouvrir la porte de chez elle à son père et refusera de se nourrir. Elle ne sera réunie à son mari et son fils qu’un an plus tard. Pour Chichi, il n'y a que la vie et les études de Son Gohan qui comptent : furieuse qu’il ait laissé leur fils de cinq ans prendre part au combat sous prétexte que son aide était indispensable pour pouvoir sauver la Terre, elle ne prête aucune attention à Son Goku après le combat contre Végéta. Lorsque Yajirobe s’en étonne, elle lui rétorque qu'elle n'est pas la mère de la Terre et se préoccupe uniquement de Son Gohan. Chichi n’était cependant pas aussi insensible qu’il y paraissait. En effet, il n’empêche que lorsqu’elle avait vu Goku se faire mortellement torturer par Vegeta, elle avait hurlé à Gohan de se battre et de venger son père.
Lorsqu'elle est énervée à propos du fait que Son Gohan combatte, elle met sa maison sens dessus dessous et n'hésite pas à frapper son propre père Gyumao qui voulait la raisonner. Chichi est décrite par les amis de Son Goku comme étant la femme la plus puissante de l'univers car elle réussit à faire trembler son mari alors considéré comme l'homme le plus fort de l'univers après son combat contre Freezer (DBZ e109). Elle réussira même à mener à la baguette Piccolo en l'obligeant à passer son permis en même temps que Goku, sous peine de ne plus leur donner à manger. Malgré son engouement pour les études de Gohan, elle fera une exception dans les jours précédents le combat contre Cell, envoyant d'elle-même Gohan s'amuser et passer du bon temps avec son père alors que ce dernier, pour que Gohan puisse passer du temps avec sa mère, lui avait pour la première fois demandé de lui-même et à la surprise de tous d'aller faire ses devoirs.
Au début de DBZ et pendant longtemps, Chichi n’appréciait pas vraiment les amis de Goku, les traitants de délinquants et empêchant tant que faire se peut Gohan de les fréquenter. Cependant peu à peu, elle change d’avis à leur sujet, voyant notamment en Bulma une amie et proposant d’elle-même de passer dire bonjour à Kame-sennin. Ces derniers louent d'ailleurs à de nombreuses reprises le sang froid et les nerfs d'acier de la jeune femme, prétendant qu'elle est vraiment digne d'être l'épouse de l'homme le plus fort du monde (DBZ e147).
Lorsque Goku part aux Cell Game, elle lui fait promettre de revenir en vie. Pourtant, Goku décède en sauvant la Terre de Cell qui voulait s'autodétruire avec le monde entier. En apprenant la nouvelle, elle s'effondrera par terre et pleurera toutes les larmes de son corps, totalement anéantie.

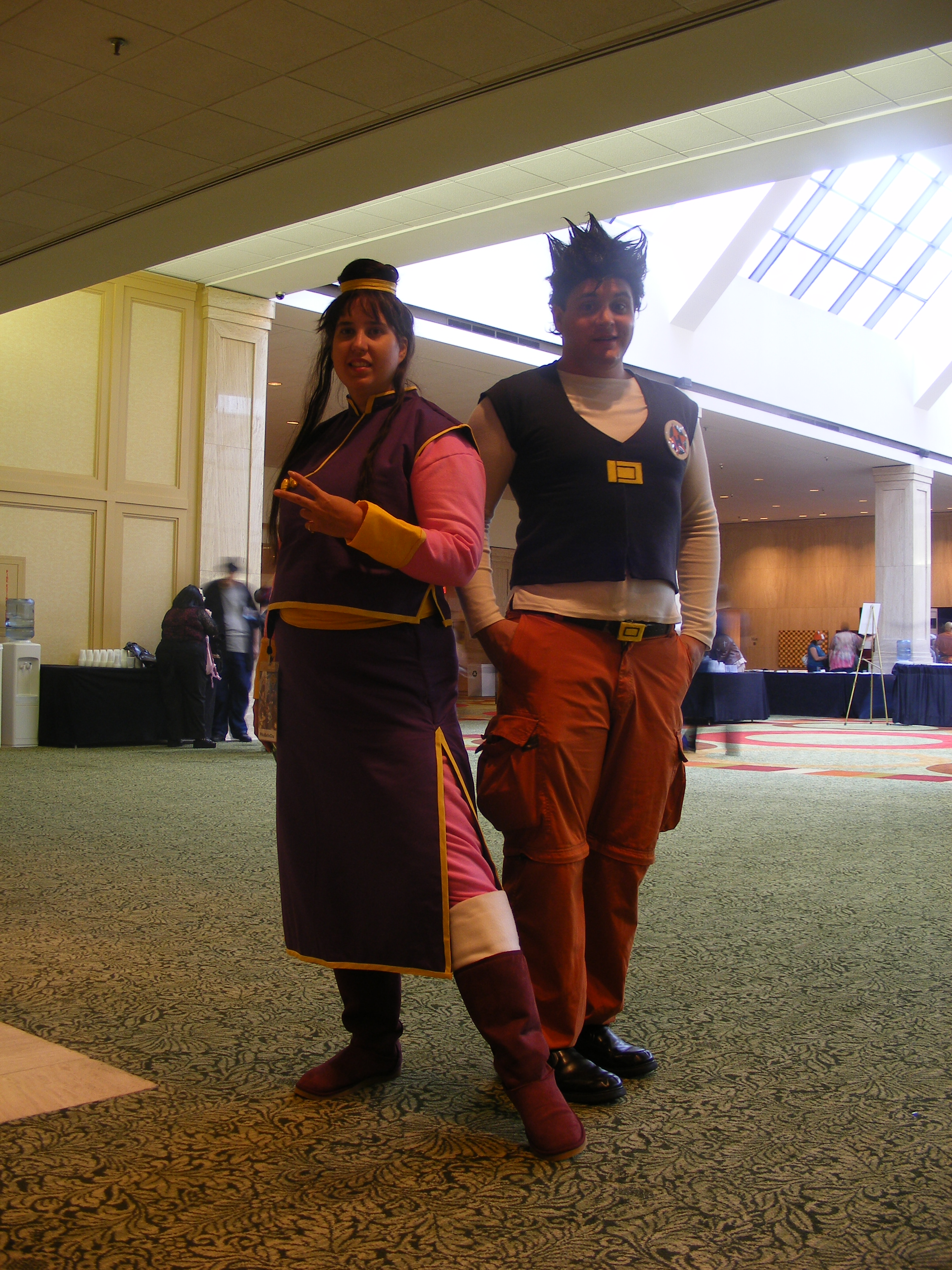
Cosplay de Chichi (à gauche) à l'Anime Weekend Atlanta 15, aux États-Unis en 2009.

Plus tard, Chichi donne naissance à un deuxième fils, Son Goten, conçu juste avant le combat contre Cell et qui naîtra un an après Trunks. À ce moment-là, Son Goku est mort, Chichi entraîne Son Goten car elle veut que Son Goku soit fier de son fils, elle devient de moins en moins possessive et accepte même que Gohan rate des cours pour s’entrainer et participer au Tenkaichi Budokai. Bien qu'au départ elle ait été peu disposée à ce que Gohan et Videl sortent ensemble, elle se montrera très enthousiaste et protectrice envers leur couple lorsqu'elle apprendra que Videl vient d'une famille riche.
Chichi a été toujours fière bien qu’elle le cache d’avoir des héros dans sa famille (particulièrement Son Goku qu'elle qualifie de « très bon mari » dans l’épisode 172). Elle a une grande confiance dans les capacités de Goku, allant même jusqu'à rassurer les habitants de la Kame House en particulier Chaozu sur le fait que « son Goku allait régler la situation » lorsque Cell cherchait à acquérir sa forme parfaite et combattait Piccolo et TenShinHan. Chichi n'apprécie cependant pas la forme de super saiyen du fait de leurs cheveux blonds. En effet, pour elle, cette apparence se rapproche trop de l'esthétique des voyous qui se décolorent la tête au Japon.
Même s'il est conscient de taper souvent sur les nerfs de sa femme, Son Goku l’aime beaucoup et cela a été prouvé lors de la saga des cyborgs dans un cauchemar horrible où il la voyait assassinée par les cyborgs C-18 et C-17, ou lorsqu'il se remémore des images de sa femme pour se redonner du courage lors de son combat contre Freezer (DBZ e91). Il déclarera être obligé de vaincre Freezer pour le bien de Chichi et Gohan. Alors que la déesse serpent tente de le séduire, celle-ci se rendra compte qu'il est marié lorsqu'il rêvera de sa femme et son fils et les appellera dans son sommeil (DBZ e14). Dans l'épisode 40, alors que Goku devait faire face à son pire cauchemar (une piqûre d'aiguille) il se laisse déconcentrer lorsque Chichi lui rétorque que ce qu'il vit ne peut être comparé aux épreuves de Gohan alors parti dans l'espace. Désespéré de passer pour un faible devant sa femme et face au manque de compassion de celle-ci à son égard, il se laissera piquer sans s'en rendre compte (quoique hurlant à la mort lorsqu'il finit par s'en apercevoir). Goku loue également la qualité de la cuisine de Chichi qui tient toujours compte de l'appétit d'ogre de son mari et fait toujours des quantités astronomiques de plats, bien qu'elle se plaigne auprès de Bulma de leur note d'épicerie (épisode spécial 40 ans Weekly Jump).
Chichi est elle aussi une experte en arts martiaux et maîtrise parfaitement les techniques de l'école Kame, comme elle le prouve lors de son combat contre Son Goku au 23e Tenkaichi Budokai. Elle envoie facilement Kame-Sennin au tapis lorsqu’elle est victime de ses remarques perverses. Sa résistance physique lui est d'ailleurs profitable dans sa vie avec Goku qui l'envoie plus d'une fois valser dans les airs sans le faire exprès (DBZ e146) . En effet, devenu trop fort, il oublie parfois de dompter sa force, ce qui se termine dans l'épisode 123 par Goku et Gohan obligés de bander les blessures de la jeune femme après que Goku lui a fait traverser leur cour et passer au travers d'un arbre alors que celui-ci avait juste voulu lui faire une tape dans le dos. Durant l'arc Boo, on apprend également qu’étant enfants, Goku et Chichi avaient passé leur premier rendez-vous à se battre, Goku pensant que c'était ce dont elle voulait lui parler en lui disant qu'à cette occasion, on faisait la « chose la plus amusante du monde entre un garçon et une fille » (épisode 202). Cependant, et étrangement, Chichi en garde un très bon souvenir.
Chichi est l'un des seuls personnages féminins (outre une sirène, Lunch gentille et Arale) à avoir un cœur assez pur pour monter sur le nuage magique Kinto'un.
Durant la saga de Boo, elle meurt écrasée par Boo après que celui-ci l'a transformée en œuf car elle l'avait giflé, avant d’être ressuscitée par les Dragon Balls. Elle pleure alors de joie en apprenant que Son Goku ressuscité vivra de nouveau avec sa famille.

### À propos du nom
Chichi, écrit avec deux fois le katakana チ, a deux sens en japonais. Le premier veut dire sein, par ce sens on entraperçoit l'aspect érotique ou maternel du personnage. L'autre sens signifie père qui suggère son caractère tyrannique, voir castratrice envers son fils aîné.

### Famille
Elle est la fille de Gyumao (un ancien élève de Kamé Sennin), la femme de Son Goku, la mère de Son Gohan et Son Goten, la belle-fille de Bardock et Gine, la belle-sœur de Raditz, la belle-mère de Videl et la grand-mère de Pan. Elle est également une grande amie de Bulma, même si les deux femmes se disputent souvent par rapport à la rivalité entre leurs maris respectifs.

### Techniques
Futilité
Chichi ne possède aucune technique à base de vagues d’énergie mais a déjà utilisé une fois sans s’en rendre compte une technique semblable au Kaioken (ou Aura de Kaio en français) contre la petite amie de Kulilin, Maron (ou Marlene en version française) lorsque celle-ci a osé l’appeler « grand-mère ».

## Œuvres où le personnage apparaît

### Manga
- 1984 : Dragon Ball

### Séries
- 1986 : Dragon Ball
- 1989 : Dragon Ball Z
- 1996 : Dragon Ball GT
- 2009 : Dragon Ball Z Kai
- 2015 : Dragon Ball Super

### Films
- 1989 : Dragon Ball Z : À la poursuite de Garlic
- 1990 : Dragon Ball Z : Le Robot des glaces
- 1990 : Dragon Ball Z : Le Combat fratricide
- 1991 : Dragon Ball Z : La Revanche de Cooler
- 1992 : Dragon Ball Z : L’Offensive des cyborgs
- 1993 : Dragon Ball Z : Broly le super guerrier
- 1993 : Dragon Ball Z : Les Mercenaires de l’espace
- 1995 : Dragon Ball Z : Fusions
- 2013 : Dragon Ball Z: Battle of Gods

### Téléfilm
- 1993 : Dragon Ball Z : L’Histoire de Trunks

### OAV
- 1993 : Dragon Ball Z : Le Plan d’anéantissement des Saïyens
- 2008 : Dragon Ball : Salut ! Son Gokû et ses amis sont de retour !!

### Film en prise de vues réelles
- 2009 : Dragonball Evolution

### Jeux vidéo
- 2005 : Super Dragon Ball Z (borne d’arcade, PlayStation 2, Bandai, Craft and Meister)
- 2007 : Dragon Ball Z: Budokai Tenkaichi 3 (PlayStation 2, Wii, Namco Bandai Games, Spike)
- 2009 : Dragonball Evolution (PlayStation Portable, Namco Bandai Games, Dimps)